# Чемпіонат України з хокею 1998—1999
7-й розіграш чемпіонату України з хокею відбувся в зимовому сезоні 1998—1999 років.

## Регламент змагань
Регламент чемпіонату передбачав проведення двох етапів змагань: регулярний чемпіонат (у два кола) та плей-оф, до якого потрапляли три кращі команди за результатами регулярного сезону. За рівної кількості очок у декількох команд місця розподілялись за наслідками особистих зустрічей.
«Сокіл» розпочав боротьбу за нагороди з раунду плей-оф.

### Склад учасників
Участь у сьомому чемпіонаті України взяли ті ж самі клуби, що грали і в попередньому розіграші.
Київський «Сокіл» змагався в першості трьома командами: на додачу до юніорського колективу СДЮШОР було виставлено також і дублюючий склад «Сокіл-2». «Крижинка» заявила до розіграшу дві команди.

### Регулярний чемпіонат
| Місце | Команда               | 1        | 2         | 3         | 4        | 5        | 6         | 7        | 8         | І  | В  | Н | П  | Ш       | Р    | О  |
| ----- | --------------------- | -------- | --------- | --------- | -------- | -------- | --------- | -------- | --------- | -- | -- | - | -- | ------- | ---- | -- |
| 1     | «Сокіл-2» Київ        |          | 2:3 2:0   | 8:2 3:2   | 6:8 3:2  | 10:2 5:1 | 6:1 6:2   | 10:1 9:1 | 13:2 9:0  | 14 | 12 | 0 | 2  | 092:270 | +65  | 24 |
| 2     | «Беркут-ППО» Київ     | 3:2 0:2  |           | 2:4 6:0   | 5:1 3:2  | 8:2 10:5 | 10:2 10:0 | 19:3 9:1 | 10:1 17:2 | 14 | 12 | 0 | 2  | 112:270 | +85  | 24 |
| 3     | «Крижинка» Київ       | 2:8 2:3  | 4:2 0:6   |           | 1:2 3:2  | 6:4 7:2  | 1:1 6:3   | 6:3 7:3  | 17:1 10:1 | 14 | 9  | 1 | 4  | 072:410 | +31  | 19 |
| 4     | СДЮСШОР Харків        | 8:6 2:3  | 1:5 2:3   | 2:1 2:3   |          | 12:6 2:5 | 0:2 6:2   | 1:2 13:3 | 16:2 8:5  | 14 | 7  | 0 | 7  | 075:480 | +27  | 14 |
| 5     | «Політехнік-Яся» Київ | 2:10 1:5 | 2:8 5:10  | 4:6 2:7   | 6:12 5:2 |          | 6:2 5:3   | 6:5 9:4  | 6:0 7:3   | 14 | 7  | 0 | 7  | 066:770 | -11  | 14 |
| 6     | АТЕК Київ             | 1:6 2:6  | 2:10 0:10 | 1:1 3:6   | 2:0 2:6  | 2:6 3:5  |           | 5:3 4:1  | 7:3 11:2  | 14 | 5  | 1 | 8  | 045:650 | -20  | 11 |
| 7     | СДЮШОР «Сокіл» Київ   | 1:10 1:9 | 3:19 1:9  | 3:6 3:7   | 2:1 3:13 | 5:6 4:9  | 3:5 1:4   |          | 2:2 7:4   | 14 | 2  | 1 | 11 | 039:104 | -65  | 5  |
| 8     | «Крижинка-2» Київ     | 2:13 0:9 | 1:10 2:17 | 1:17 1:10 | 2:16 5:8 | 0:6 3:7  | 3:7 2:11  | 2:2 4:7  |           | 14 | 0  | 1 | 13 | 028:140 | -112 | 1  |

### Плей-оф
Стадія плей-оф розпочалася ще до завершення регулярного чемпіонату, оскільки тріо півфіналістів визначилось задовго до завершення регулярного чемпіонату. А зважаючи на ранній старт підготовки національної збірної команди України до дебютного чемпіонату світу в елітному дивізіоні, плей-оф національної першості було вирішено розпочати заздалегідь.
Півфінальні серії плей-оф та боротьба за третє місце тривали до двох перемог однієї з команд, а доля чемпіонства вирішувалась у протистоянні до трьох перемог. Матчі 1/2 фіналу чемпіонату СЄХЛ між «Соколом» та «Беркутом-ППО», що відбулися 18, 19, 22 та 23 березня, одночасно були матчами фіналу чемпіонату України.
|  | Півфінали | Півфінали         | Півфінали | Півфінали |  |  | Фінал             | Фінал             | Фінал             | Фінал             | Фінал | Фінал |  |
|  |           |                   |           |           |  |  |                   |                   |                   |                   |       |       |  |
|  | 1         | «Сокіл» Київ      | 8         | 4         |  |  |                   |                   |                   |                   |       |       |  |
|  | 4         | «Крижинка» Київ   | 0         | 0         |  |  |                   |                   |                   |                   |       |       |  |
|  |           |                   |           |           |  |  | 1                 | «Сокіл» Київ      | 2                 | 4                 | 4     | 3     |  |
|  |           |                   |           |           |  |  | 3                 | «Беркут-ППО» Київ | 3                 | 2                 | 1     | 1     |  |
|  | 2         | «Сокіл-2» Київ    | 3         | 0         |  |  |                   |                   |                   |                   |       |       |  |
|  | 3         | «Беркут-ППО» Київ | 6         | 3         |  |  | Матч за 3-є місце | Матч за 3-є місце | Матч за 3-є місце | Матч за 3-є місце |       |       |  |
|  |           |                   |           |           |  |  | 4                 | «Крижинка» Київ   | 1                 | 1                 |       |       |  |
|  |           |                   |           |           |  |  | 2                 | «Сокіл-2» Київ    | 3                 | 2                 |       |       |  |

## Підсумкова класифікація
| Місце | Команда               |
| ----- | --------------------- |
| 1     | «Сокіл» Київ          |
| 2     | «Беркут-ППО» Київ     |
| 3     | «Сокіл-2» Київ        |
| 4     | «Крижинка» Київ       |
| 5     | СДЮСШОР Харків        |
| 6     | «Політехнік-Яся» Київ |
| 7     | АТЕК Київ             |
| 8     | СДЮШОР «Сокіл» Київ   |
| 9     | «Крижинка-2» Київ     |